# Chassagne-Saint-Denis
Chassagne-Saint-Denis är en kommun i departementet Doubs i regionen Bourgogne-Franche-Comté i östra Frankrike. Kommunen ligger i kantonen Ornans som tillhör arrondissementet Besançon. År 2022 hade Chassagne-Saint-Denis 129 invånare.

## Befolkningsutveckling
Antalet invånare i kommunen Chassagne-Saint-Denis
Referens:INSEE